# تيد ديكر
تيد ديكر (بالإنجليزية: Ted Dekker)‏ (24 أكتوبر 1962 في إندونيسيا)؛ روائي أمريكي.

## روابط خارجية
- تيد ديكر على موقع IMDb (الإنجليزية)
- تيد ديكر على موقع قاعدة بيانات الفيلم (الإنجليزية)